# Daszewo (przystanek kolejowy)
Daszewo – przystanek osobowy w Daszewie, w województwie zachodniopomorskim, w powiecie białogardzkim, w gminie Karlino. Przystanek położony po wschodniej stronie linii kolejowej, 0,7 km na zachód-południowy zachód od drogi wojewódzkiej nr 163. Przez przystanek przebiega jednotorowa zelektryfikowana linia kolejowa Szczecinek – Białogard – Kołobrzeg. Na przystanku zatrzymują się wyłącznie pociągi osobowe.

## Ruch pasażerski
| Rok  | Wymiana pasażerska na dobę |
| ---- | -------------------------- |
| 2017 | 10-19                      |
| 2022 | 20-49                      |

## Połączenia
- Kołobrzeg
- Białogard
- Szczecinek
- Piła
- Poznań